# Гайнінген (Нижня Саксонія)
Гайнінген (нім. Heiningen) — громада в Німеччині, розташована в землі Нижня Саксонія. Входить до складу району Вольфенбюттель. Складова частина об'єднання громад Одервальд.
Площа — 8,41 км2. Населення становить 643 ос. (станом на 31 грудня 2021).